# Макнилл, Билли
Уи́льям Макни́лл (англ. William McNeill; 2 марта 1940, Беллсхилл, Северный Ланаркшир, Шотландия — 22 апреля 2019, Ньютон-Мирнс, Шотландия), более известный как Би́лли Макни́лл (англ. Billy McNeill) — шотландский футболист, тренер. Выступал на позиции защитника.
Известность получил как капитан шотландского «Селтика», выигравшего Кубок европейских чемпионов 1966/1967. Носил капитанскую повязку «кельтов» 13 лет.
По завершении карьеры игрока стал тренером — руководил такими командами, как «Клайд», «Абердин», «Селтик», «Манчестер Сити», «Астон Вилла» и «Хиберниан».
Работал на шотландском телевидении в качестве футбольного эксперта. Являлся официальным клубным послом «Селтика».

## Футбольная карьера

### Карьера футболиста
Билли Макнилл родился 2 марта 1940 года в шотландском Беллсхилле. Начинал играть в футбол в клубе «Блантайр Виктория». В 17-летнем возрасте талантливого футболиста пригласили в глазговский «Селтик», где защитник и провёл свою 18-летнюю карьеру игрока.
В 1962 году, учитывая непререкаемый авторитет и лидерские качества уроженца Беллсхилла, Макнилл был избран капитаном «кельтов». Ведомые Билли «бело-зелёные» за 13 лет его капитанства девять раз становились чемпионами Шотландии, семь раз обладателями национального Кубка, шесть раз выигрывали Кубок шотландской лиги.
В 1965 году Макнилл стал первым футболистом, удостоенным звания «Лучшего игрока Шотландии по версии журналистов».
В 1967 году «Селтик», победив в финале Кубка европейских чемпионов итальянский «Интернационале», стал лучшей командой Европы и первым британским клубом, выигравшим этот трофей.
В решающем матче, проходившем на Национальном стадионе в Лиссабоне, Билли Макнилл выступал в роли капитана победного состава «кельтов», ставшего известным в истории футбола как «Лиссабонские львы».
Карьеру футболиста Макнилл закончил в 1975 году, сыграв за «Селтик» более 800 матчей.
В 2002 году по голосованию среди болельщиков «кельтов» Билли стал лучшим капитаном «бело-зелёных» за всю историю клуба.
С 1961 по 1972 год Макнилл являлся игроком национальной сборной Шотландии. В её составе сыграл 29 матчей, забил 3 гола. Восемь раз выводил «тартановую армию» на международные поединки с капитанской повязкой.

#### Достижения в качестве игрока

##### Командные достижения
«Селтик»
- Чемпион Шотландии (9): 1965/66, 1966/67, 1967/68, 1968/69, 1969/70, 1970/71, 1971/72, 1972/73, 1973/74
- Обладатель Кубка Шотландии (7): 1964/65, 1966/67, 1968/69, 1970/71, 1971/72, 1973/74, 1974/75
- Обладатель Кубка шотландской лиги (7): 1957/58, 1965/66, 1966/67, 1967/68, 1968/69, 1969/70, 1974/75
- Обладатель Кубка европейских чемпионов: 1966/67

##### Личные достижения
- Игрок года по версии ШАФЖ: 1965
- Рекордсмен «Селтика» по количеству сыгранных матчей: 822 матча

#### Карьерная статистика

##### Клубная статистика
| Клуб             | Сезон            | Лига | Лига | Национальные кубки | Национальные кубки | Национальные кубки | Национальные кубки | Еврокубки | Еврокубки | Прочие | Прочие | Итого | Итого |
| Клуб             | Сезон            | Лига | Лига | Кубок страны       | Кубок страны       | Кубок лиги         | Кубок лиги         | Еврокубки | Еврокубки | Прочие | Прочие | Итого | Итого |
| Клуб             | Сезон            | Игры | Голы | Игры               | Голы               | Игры               | Голы               | Игры      | Голы      | Игры   | Голы   | Игры  | Голы  |
| ---------------- | ---------------- | ---- | ---- | ------------------ | ------------------ | ------------------ | ------------------ | --------- | --------- | ------ | ------ | ----- | ----- |
| Селтик           | 1958/59          | 17   | 0    | 0                  | 0                  | 6                  | 0                  | —         | —         | —      | —      | 23    | 0     |
| Селтик           | 1959/60          | 19   | 0    | 7                  | 0                  | 6                  | 0                  | —         | —         | 1      | 0      | 33    | 0     |
| Селтик           | 1960/61          | 31   | 1    | 8                  | 0                  | 4                  | 0                  | —         | —         | 2      | 0      | 45    | 1     |
| Селтик           | 1961/62          | 29   | 1    | 6                  | 0                  | 6                  | 0                  | —         | —         | 3      | 0      | 44    | 1     |
| Селтик           | 1962/63          | 28   | 1    | 7                  | 0                  | 6                  | 0                  | 1         | 0         | 3      | 0      | 45    | 1     |
| Селтик           | 1963/64          | 28   | 0    | 4                  | 0                  | 6                  | 0                  | 8         | 0         | 4      | 0      | 50    | 0     |
| Селтик           | 1964/65          | 22   | 0    | 6                  | 1                  | 6                  | 0                  | 2         | 0         | 3      | 1      | 39    | 2     |
| Селтик           | 1965/66          | 25   | 0    | 7                  | 0                  | 10                 | 0                  | 7         | 1         | —      | —      | 49    | 1     |
| Селтик           | 1966/67          | 33   | 0    | 6                  | 0                  | 10                 | 2                  | 9         | 1         | 3      | 1      | 61    | 4     |
| Селтик           | 1967/68          | 34   | 6    | 1                  | 0                  | 10                 | 0                  | 2         | 0         | 5      | 1      | 52    | 7     |
| Селтик           | 1968/69          | 34   | 3    | 7                  | 3                  | 9                  | 0                  | 6         | 0         | —      | —      | 56    | 6     |
| Селтик           | 1969/70          | 31   | 5    | 5                  | 0                  | 11                 | 2                  | 9         | 0         | —      | —      | 56    | 7     |
| Селтик           | 1970/71          | 31   | 1    | 8                  | 1                  | 10                 | 0                  | 5         | 1         | —      | —      | 54    | 3     |
| Селтик           | 1971/72          | 34   | 3    | 6                  | 1                  | 8                  | 0                  | 7         | 0         | 2      | 0      | 57    | 4     |
| Селтик           | 1972/73          | 30   | 0    | 7                  | 1                  | 10                 | 0                  | 4         | 0         | 3      | 2      | 54    | 3     |
| Селтик           | 1973/74          | 30   | 0    | 5                  | 0                  | 11                 | 0                  | 7         | 0         | 3      | 0      | 56    | 0     |
| Селтик           | 1974/75          | 30   | 1    | 4                  | 0                  | 9                  | 0                  | 2         | 0         | 3      | 0      | 48    | 1     |
| Всего за карьеру | Всего за карьеру | 486  | 22   | 94                 | 7                  | 138                | 4                  | 69        | 3         | 35     | 5      | 822   | 41    |

##### Матчи и голы за сборную Шотландии
| Матчи и голы Макнилла за сборную Шотландии | Матчи и голы Макнилла за сборную Шотландии | Матчи и голы Макнилла за сборную Шотландии | Матчи и голы Макнилла за сборную Шотландии | Матчи и голы Макнилла за сборную Шотландии | Матчи и голы Макнилла за сборную Шотландии | Матчи и голы Макнилла за сборную Шотландии        |
| №                                          | Дата                                       | Место                                      | Оппонент                                   | Счёт                                       | Голы Макнилла                              | Соревнование                                      |
| ------------------------------------------ | ------------------------------------------ | ------------------------------------------ | ------------------------------------------ | ------------------------------------------ | ------------------------------------------ | ------------------------------------------------- |
| 1                                          | 15 апреля 1961                             | «Уэмбли», Лондон, Англия                   | Англия                                     | 3:9                                        | —                                          | Домашний чемпионат Великобритании                 |
| 2                                          | 3 мая 1961                                 | «Хэмпден Парк», Глазго, Шотландия          | Ирландия                                   | 4:1                                        | —                                          | Отборочный матч чемпионата мира по футболу 1962   |
| 3                                          | 7 мая 1961                                 | «Дэйлимаунт Парк», Дублин, Ирландия        | Ирландия                                   | 3:0                                        | —                                          | Отборочный матч чемпионата мира по футболу 1962   |
| 4                                          | 14 мая 1961                                | «Тегельне поле», Братислава, Чехословакия  | Чехословакия                               | 0:4                                        | —                                          | Отборочный матч чемпионата мира по футболу 1962   |
| 5                                          | 26 сентября 1961                           | «Хэмпден Парк», Глазго, Шотландия          | Чехословакия                               | 3:2                                        | —                                          | Отборочный матч чемпионата мира по футболу 1962   |
| 6                                          | 7 октября 1961                             | «Уиндзор Парк», Белфаст, Северная Ирландия | Северная Ирландия                          | 6:1                                        | —                                          | Домашний чемпионат Великобритании                 |
| 7                                          | 14 апреля 1962                             | «Хэмпден Парк», Глазго, Шотландия          | Англия                                     | 2:0                                        | —                                          | Домашний чемпионат Великобритании                 |
| 8                                          | 2 мая 1962                                 | «Хэмпден Парк», Глазго, Шотландия          | Уругвай                                    | 2:3                                        | —                                          | Товарищеский матч                                 |
| 9                                          | 9 июня 1963                                | «Дэйлимаунт Парк», Дублин, Ирландия        | Ирландия                                   | 0:1                                        | —                                          | Товарищеский матч                                 |
| 10                                         | 13 июня 1963                               | «Сантьяго Бернабеу», Мадрид, Испания       | Испания                                    | 6:2                                        | —                                          | Товарищеский матч                                 |
| 11                                         | 20 ноября 1963                             | «Хэмпден Парк», Глазго, Шотландия          | Уэльс                                      | 2:1                                        | —                                          | Домашний чемпионат Великобритании                 |
| 12                                         | 11 апреля 1964                             | «Хэмпден Парк», Глазго, Шотландия          | Англия                                     | 1:0                                        | —                                          | Домашний чемпионат Великобритании                 |
| 13                                         | 12 мая 1964                                | Стадион Нижней Саксонии, Ганновер, ФРГ     | ФРГ                                        | 2:2                                        | —                                          | Товарищеский матч                                 |
| 14                                         | 10 апреля 1965                             | «Уэмбли», Лондон, Англия                   | Англия                                     | 2:2                                        | —                                          | Домашний чемпионат Великобритании                 |
| 15                                         | 8 мая 1965                                 | «Хэмпден Парк», Глазго, Шотландия          | Испания                                    | 0:0                                        | —                                          | Товарищеский матч                                 |
| 16                                         | 23 мая 1965                                | «Слёнски», Хожув, Польша                   | Польша                                     | 1:1                                        | —                                          | Отборочный матч чемпионата мира по футболу 1966   |
| 17                                         | 27 мая 1965                                | Олимпийский стадион, Хельсинки, Финляндия  | Финляндия                                  | 2:1                                        | —                                          | Отборочный матч чемпионата мира по футболу 1966   |
| 18                                         | 2 октября 1965                             | «Уиндзор Парк», Белфаст, Северная Ирландия | Северная Ирландия                          | 2:3                                        | —                                          | Домашний чемпионат Великобритании                 |
| 19                                         | 13 октября 1965                            | «Хэмпден Парк», Глазго, Шотландия          | Польша                                     | 1:2                                        | 1                                          | Отборочный матч чемпионата мира по футболу 1966   |
| 20                                         | 10 мая 1967                                | «Хэмпден Парк», Глазго, Шотландия          | СССР                                       | 0:2                                        | —                                          | Товарищеский матч                                 |
| 21                                         | 24 февраля 1968                            | «Хэмпден Парк», Глазго, Шотландия          | Англия                                     | 1:1                                        | —                                          | Отборочный матч чемпионата Европы по футболу 1968 |
| 22                                         | 11 декабря 1968                            | «ГСП», Никосия, Кипр                       | Кипр                                       | 5:0                                        | —                                          | Отборочный матч чемпионата мира по футболу 1970   |
| 23                                         | 3 мая 1969                                 | «Рейскорс Граунд», Рексем, Уэльс           | Уэльс                                      | 5:3                                        | 1                                          | Домашний чемпионат Великобритании                 |
| 24                                         | 10 мая 1969                                | «Уэмбли», Лондон, Англия                   | Англия                                     | 1:4                                        | —                                          | Домашний чемпионат Великобритании                 |
| 25                                         | 11 декабря 1969                            | «Хэмпден Парк», Глазго, Шотландия          | Кипр                                       | 8:0                                        | 1                                          | Отборочный матч чемпионата мира по футболу 1970   |
| 26                                         | 22 октября 1969                            | «Фолькспаркштадион», Гамбург, ФРГ          | ФРГ                                        | 2:3                                        | —                                          | Отборочный матч чемпионата мира по футболу 1970   |
| 27                                         | 20 мая 1972                                | «Хэмпден Парк», Глазго, Шотландия          | Северная Ирландия                          | 2:0                                        | —                                          | Домашний чемпионат Великобритании                 |
| 28                                         | 24 мая 1972                                | «Хэмпден Парк», Глазго, Шотландия          | Уэльс                                      | 1:0                                        | —                                          | Домашний чемпионат Великобритании                 |
| 29                                         | 27 мая 1972                                | «Хэмпден Парк», Глазго, Шотландия          | Англия                                     | 0:1                                        | —                                          | Домашний чемпионат Великобритании                 |

Итого: 29 матчей / 3 гола; 14 побед, 5 ничьих, 10 поражений.

##### Сводная статистика игр/голов за сборную
| Сборная          | Год              | Отборочные матчи ЧМ | Отборочные матчи ЧМ | Финальные матчи ЧМ | Финальные матчи ЧМ | Отборочные матчи ЧЕ | Отборочные матчи ЧЕ | Финальные матчи ЧЕ | Финальные матчи ЧЕ | Товарищеские матчи | Товарищеские матчи | Домашний чемпионат Великобритании | Домашний чемпионат Великобритании | Итого | Итого |
| Сборная          | Год              | Игры                | Голы                | Игры               | Голы               | Игры                | Голы                | Игры               | Голы               | Игры               | Голы               | Игры                              | Голы                              | Игры  | Голы  |
| ---------------- | ---------------- | ------------------- | ------------------- | ------------------ | ------------------ | ------------------- | ------------------- | ------------------ | ------------------ | ------------------ | ------------------ | --------------------------------- | --------------------------------- | ----- | ----- |
| Шотландия        | 1961             | 4                   | 0                   | —                  | —                  | —                   | —                   | —                  | —                  | —                  | —                  | 2                                 | 0                                 | 6     | 0     |
| Шотландия        | 1962             | —                   | —                   | —                  | —                  | —                   | —                   | —                  | —                  | 1                  | 0                  | 1                                 | 0                                 | 2     | 0     |
| Шотландия        | 1963             | —                   | —                   | —                  | —                  | —                   | —                   | —                  | —                  | 2                  | 0                  | 1                                 | 0                                 | 3     | 0     |
| Шотландия        | 1964             | —                   | —                   | —                  | —                  | —                   | —                   | —                  | —                  | 1                  | 0                  | 1                                 | 0                                 | 2     | 0     |
| Шотландия        | 1965             | 3                   | 1                   | —                  | —                  | —                   | —                   | —                  | —                  | 1                  | 0                  | 2                                 | 0                                 | 6     | 1     |
| Шотландия        | 1967             | —                   | —                   | —                  | —                  | —                   | —                   | —                  | —                  | 1                  | 0                  | —                                 | —                                 | 1     | 0     |
| Шотландия        | 1968             | 1                   | 0                   | —                  | —                  | 1                   | 0                   | —                  | —                  | —                  | —                  | —                                 | —                                 | 2     | 0     |
| Шотландия        | 1969             | 2                   | 1                   | —                  | —                  | —                   | —                   | —                  | —                  | —                  | —                  | 2                                 | 1                                 | 4     | 2     |
| Шотландия        | 1972             | —                   | —                   | —                  | —                  | —                   | —                   | —                  | —                  | —                  | —                  | 3                                 | 0                                 | 3     | 0     |
| Всего за карьеру | Всего за карьеру | 10                  | 2                   | 0                  | 0                  | 1                   | 0                   | 0                  | 0                  | 6                  | 0                  | 12                                | 1                                 | 29    | 3     |

### Тренерская карьера
Тренерскую карьеру Макнилл начал в апреле 1977 года, возглавив «Клайд». Уже в июне Билли перебрался в Абердин, став наставником местного клуба, проработал там чуть больше года.
В 1978 году Макнилл вернулся в родной «Селтик», на этот раз в статусе главного тренера первой команды «кельтов». За три года под руководством Билли «бело-зелёные» завоевали пять трофеев — трижды став первыми в чемпионате Шотландии и по разу завоевав Кубок страны и Кубок Лиги. 31 мая 1983 года покинул пост наставника «Селтика», передав бразды правления Дэвиду Хею.
Билли недолго оставался без работы — уже 30 июня этого же года он ответил согласием на предложение возглавить английский клуб «Манчестер Сити». Макниллу была поставлена задача вывести «горожан» в высший дивизион Англии. С первого раза шотландец вместе с командой остановился в шаге от цели, заняв четвёртое место в турнирной таблице. В сезоне 1984/85 «Сити» завоевал право играть в элитной английской лиге, став третьим в Чемпионшипе.
В сентябре 1986 года Макнилл покинул пост наставника «горожан» и возглавил «Астон Виллу». Со «львами» Билли не смог добиться никаких успехов, к тому же, показав плохую игру в сезоне, команда заняла последнее место в турнирной таблице высшего дивизиона Англии и вылетела в первую лигу. 8 мая 1987 года шотландец подал в отставку с поста главного тренера «Виллы».
Практически сразу после этого он вернулся в «Селтик», который в первый же сезон под его руководством сделал «золотой дубль», выиграв чемпионат Шотландии и завоевав национальный кубок. Этот успех принёс Макниллу звание «Тренера года по версии журналистов». В следующем футбольном году «кельты» вновь стали обладателями Кубка Шотландии, однако во внутреннем первенстве, остались лишь на третьем месте, пропустив вперёд «Рейнджерс» и «Абердин». С каждым последующим годом результаты команды Макнилла были всё хуже и хуже. Во многом это происходило из-за непонятной скупости руководства «Селтика», не желающего тратить средства на трансферы. 22 мая 1991 года Макнилл был уволен.
В 1998 году Билли стал спортивным директором клуба «Хиберниан». В том же году Макнилл был вынужден ненадолго стать исполняющим обязанности главного тренера «хибс» после того, как с этого поста был уволен Джим Даффи. Билли покинул «Хиберниан» по окончании сезона 1997/98.

#### Достижения в качестве тренера

##### Командные достижения
«Селтик»
- Чемпион Шотландии (4): 1978/79, 1980/81, 1981/82, 1987/88
- Обладатель Кубка Шотландии (4): 1979/80, 1984/85, 1987/88, 1988/89
- Обладатель Кубка шотландской лиги: 1982/83

##### Личные достижения
- Тренер года по версии журналистов: 1988

#### Тренерская статистика
| Клайд          | Шотландия | апрель 1977      | июнь 1977        | н/д | н/д | н/д | н/д | н/д   |
| Абердин        | Шотландия | июнь 1977        | 1 августа 1978   | н/д | н/д | н/д | н/д | н/д   |
| Селтик         | Шотландия | 1 августа 1978   | 31 мая 1983      | 78  | 51  | 20  | 7   | 65,38 |
| Манчестер Сити | Англия    | 30 июня 1983     | 22 сентября 1986 | 145 | 58  | 47  | 40  | 40,00 |
| Астон Вилла    | Англия    | 22 сентября 1986 | 8 мая 1987       | 41  | 9   | 17  | 15  | 21,95 |
| Селтик         | Шотландия | 20 мая 1987      | 22 мая 1991      | 45  | 30  | 9   | 6   | 66,67 |
| Итого          | Итого     | Итого            | Итого            | 309 | 148 | 93  | 68  | 47,90 |

И — игры, В — выигрыши, Н — ничьи, П — поражения, % побед — процент побед 
(Данные откорректированы по состоянию на 22 мая 1991)

## Политическая карьера
В 2003 году Билли баллотировался в Парламент Шотландии от «Шотландской партии единства пенсионеров», но проиграл выборы.

## Награды
В знак выдающихся заслуг Макнилла в развитии шотландского спорта в 2008 году ему была присуждена степень почётного доктора Университета Глазго.
Исполнительный директор «Селтика», Питер Лоуэлл, по этому поводу сказал:
Билли Макнилл долгие годы своей карьеры, как игрока и как тренера, трудился во благо шотландского футбола и «Селтика», в частности. Это человек обладает просто феноменальной харизмой, к тому же, думаю, любой человек, кто с ним работал на футбольном поле или вне его, может с уверенностью сказать, что Билли настоящий профессионал и лидер. Именно при капитанстве Макнилла «Селтик» стал первым из британских клубов, выигравшим Кубок европейских чемпионов. Эта победа навсегда останется наиболее яркой в истории «кельтов» и всего шотландского футбола. Поэтому Билли в полной мере заслуживает признания его почётным доктором Университета Глазго.

## Личная жизнь
Болельщики ещё в начале карьеры Макнилла дали ему прозвище «Цезарь» за его внешнее сходство с популярным киноактёром Сесаром Ромеро (англ. Sesar Romero), сыгравшим одну из главных ролей в фильме «Одиннадцать друзей Оушена» 1960 года.